# Aesopus jaffaensis
Aesopus jaffaensis is een slakkensoort uit de familie van de Columbellidae. De wetenschappelijke naam van de soort is voor het eerst geldig gepubliceerd in 1910 door Verco.